# واکسن هپاتیت ب
واکسن هپاتیت ب نوعی واکسن است که از دچار شدن به هپاتیت ب جلوگیری می‌کند. بهتر است که نخستین دوز در عرض ۲۴ ساعت پس از تولد به انسان تزریق شود. این توصیه شامل نوزادان دارای ضعف عملکرد سیستم ایمنی مانند اچ آی وی/ایدز و کسانی که متولد زودرس هستند نیز می‌شود. در افراد سالم معمولی٬ این واکسن توان ایمن‌سازی تا بیش از ۹۵ درصد افراد را دارد.
این واکسن ۳ دز است در افراد در معرض خطر مانند کارکنان حوزه پزشکی و درمان توصیه می‌شود که پس‌از تزریق واکسن یک آزمایش خون برای بررسی عملکرد واکسن انجام دهند. گاهی ممکن است در افراد با ضعف عملکرد سیستم ایمنی بدن نیاز به یک دوز افزوده وجود داشته باشد. در کسانی که در معرض ویروس هپاتیت ب قرار گرفته‌اند بهتر است افزون بر واکسن هپاتیت ب یک دوز از ایمنوگلوبولین ضد هپاتیت ب هم تزریق شود. نوع دریافت واکسن هپاتیت ب تزریق به عضله است.
عوارض جانبی جدی در واکسن هپاتیت ب بسیار نادر هستند. این واکسن برای استفاده در دوران بارداری یا دوران شیردهی نیز بدون خطر عنوان گردیده‌است.
نخستین واکسن هپاتیت ب در ایالات متحده و در سال ۱۹۸۱ تزریق و تأیید شد. سپس گونه امن‌تر آن در سال ۱۹۸۶ به بازار آمد. این واکسن در سازمان جهانی بهداشت فهرست داروهای ضروری, از مهم‌ترین داروهای مورد نیاز در نظام سلامت کشورها عنوان شده‌است.

## روش کاربرد پزشکی
نوزادان متولد شده از مادران مبتلا به هپاتیت ب واکسینه شده و همچنین تزریق ایمونوگلوبولین هپاتیت ب در همان هنگام انجام می‌گیرد.
بسیاری از کشورها در حال حاضر به‌طور معمول واکسیناسیون نوزادان در برابر بیماری هپاتیت ب را در همه یکان‌های بهداشت انجام می‌دهند. این روند واکسینه کردن نوزادان در کشورهای با نرخ بالای هپاتیت ب مانند تایوان نه تنها خطر ابتلا به هپاتیت را کاهش داده بلکه منجر به کاهش معنادار نرخ ابتلا به کارسینوم سرطان کبد شده‌است.
در بریتانیا این واکسن معمولاً به عنوان بخشی از برنامه سلامت جنسی به همجنس‌گرایان ارائه می‌گردد. وضعیت مشابه آن در ایرلند در حال انجام است.
مراکز کنترل و پیشگیری بیماری توصیه‌هایی برای واکسیناسیون علیه هپاتیت ب در بیماران مبتلا به دیابت نموده‌اند.